# 1849 na ciência

## Eventos
- Louis Pasteur descobre que a forma racêmica do ácido tartárico é uma mistura das formas levógiras e dextrógiras, assim clarificando a natureza da rotação ótica e avançando no campo da estereoquímica.[1]

## Biologia
- William Thompson começa a publicação (em Londres) da obra The Natural History of Ireland com o primeiro volume sobre aves.[2]

## Nascimentos
| Data         | Nome                   | Profissão              | Nacionalidade                         | Observações                                                          | Ref                     |
| ------------ | ---------------------- | ---------------------- | ------------------------------------- | -------------------------------------------------------------------- | ----------------------- |
| 5 de janeiro | Jethro Teall           | geólogo                | Reino Unido da Grã-Bretanha e Irlanda | m. 1924 Medalha Bigsby 1889 Medalha Real 1905                        | [ 3 ] [ 4 ] [ 5 ]       |
| 12 de abril  | Albert Heim            | geólogo                | Suíça                                 | m. 1937 Medalha Real 1904                                            | [ 5 ]                   |
| 30 de maio   | William Johnson Sollas | geólogo e paleontólogo | Reino Unido da Grã-Bretanha e Irlanda | m. 1936 Medalha Bigsby 1893 Medalha Wollaston 1907 Medalha Real 1914 | [ 6 ] [ 4 ] [ 7 ] [ 5 ] |

## Prémios
Medalha Copley
- Roderick Murchison[8]

## Mortes
| Data | Nome | Profissão | Nacionalidade | Observações | Ref |
| ---- | ---- | --------- | ------------- | ----------- | --- |